# Номерні знаки Болівії
Поточні знаки реєстрації транспортних засобів у Болівії, широко відомі як номерні знаки, — знаки з унікальною комбінацією літер і цифр для індивідуальної ідентифікації кожного транспортного засобу, зареєстрованого в країні.

## Формати

### Старий формат (до 1987 року)
Попередня система болівійських номерних знаків, використовувана до січня 1987 року, мала американський формат, подібний до сучасного, з назвою країни: «BOLIVIA» внизу ліворуч на номерному знаку, що містив три цифри і три букви. Перша буква вказувала на департамент, а друга — на тип транспортного засобу (A — легковий автомобіль, C — вантажівка, T — громадський автомобіль тощо). Колір номерного знака вказував на тип транспортного засобу. Чорні літери на білому тлі для приватних транспортних засобів, чорні на жовтому — для урядових транспортних засобів і білі на червоному — для транспортних засобів громадського користування.

### Поточний формат 1000AAA (1999-донині)

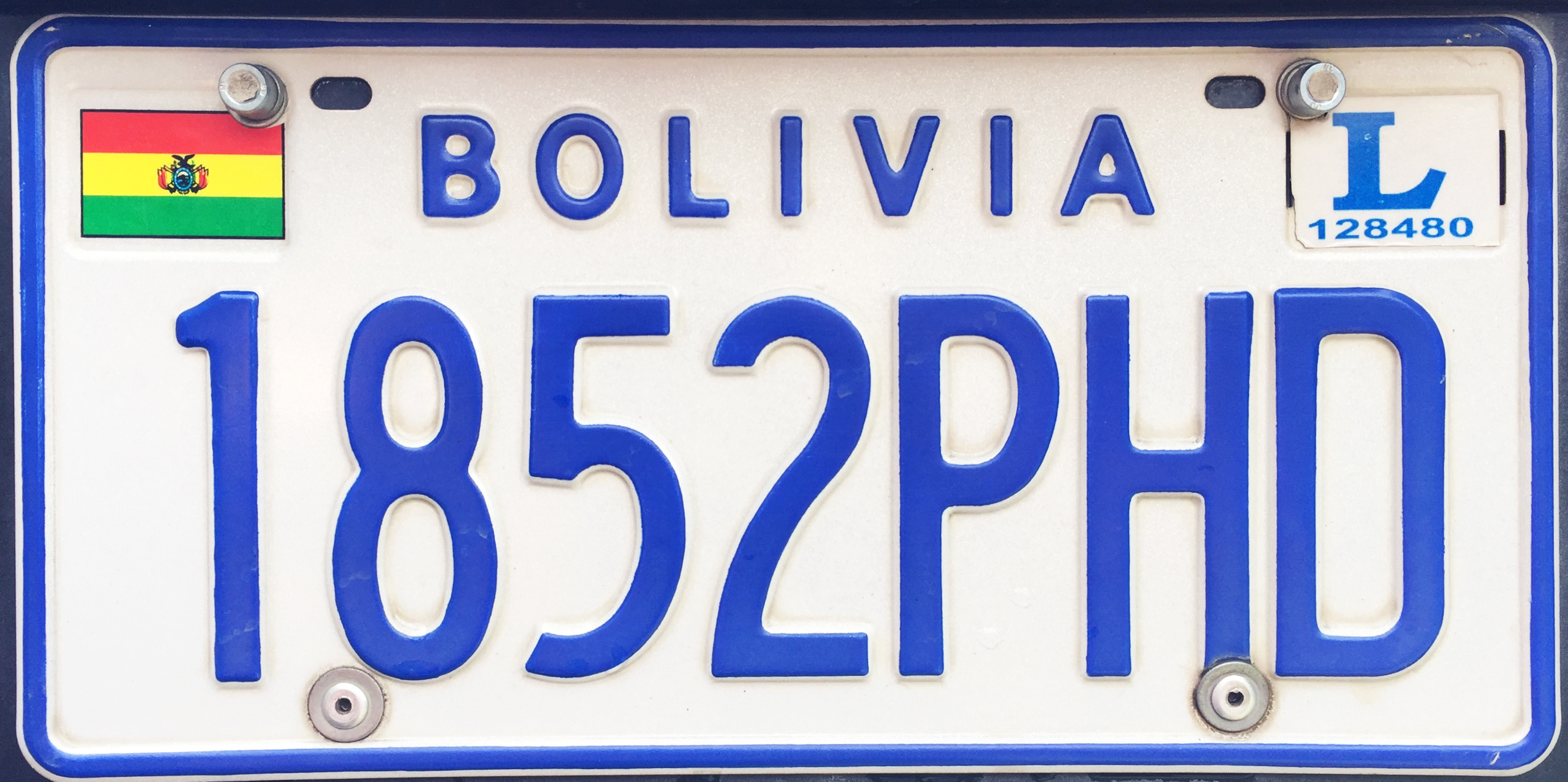
Поточний формат болівійського номерного знака.

Містить сині символи та рамки на білому тлі. У верхній частині міститься напис «BOLIVIA», а невелика рамка праворуч вказує на реєстраційний відділ транспортного засобу. У рамці є літера, яка представляє кожен департамент країни:
| Код | Назва відділу |
| --- | ------------- |
| C   | Кочабамба     |
| H   | Чукісака      |
| B   | Бені          |
| L   | Ла-Пас        |
| O   | Оруро         |
| N   | Пандо         |
| P   | Потосі        |
| S   | Санта-Крус    |
| T   | Таріха        |

Як правило, у верхньому лівому полі зображено прапор Болівії, хоча на багатьох сучасних табличках його немає.
Категорія визначає тло рамки: червоне — громадський, біле — приватний, жовте — урядовий.
Нумерація складається з PTA (ісп. Póliza Titularizada del Vehículo), який видають для кожного транспортного засобу лише один раз. Він складається з 3 або 4 цифр і 3 літер, починаючи з 0XX AAA для старіших транспортних засобів і закінчуючи 64XX AAA для новіших (грудень 2024 року).

### Стандартний формат для Меркосуру

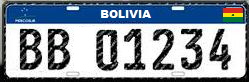
Болівійський номерний знак для Меркосуру

У жовтні 2014 року в залі Лібертадор палацу Сан-Мартін у Буенос-Айресі представлено номерні знаки для Меркосуру. Очікувалося, що від 1 січня 2016 року в країнах-членах використовуватимуться ці нові номерні знаки.[уточнити]
У Болівії за новою системою використовуватиметься формат AB 12345.

## Особливі формати
Транспортні засоби дипломатичного корпусу, консульського корпусу, неурядових організацій, міжнародних місій, відомчих урядових установ та деякі транспортні засоби поліції, збройних сил та служб надзвичайних ситуацій звільнені від попереднього формату.
| Категорія              | Категорія                  | Кольори            | Формат   | Примітки                                        |
| Українською            | Іспанською                 | Кольори            | Формат   | Примітки                                        |
| ---------------------- | -------------------------- | ------------------ | -------- | ----------------------------------------------- |
| Консульський корпус    | Cuerpo consular            | білий на синьому   | 12-CC-34 |                                                 |
| Дипломатичний корпус   | Cuerpo diplomático         | червоний на білому | 12-CD-34 | Перші цифри вказує на країну; другі — на статус |
| Міжнародна місія       | Misión internacional       | чорний на жовтому  | 12-МІ-34 |                                                 |
| Міжнародна організація | Organización internacional | білий на зеленому  | 12-OI-34 |                                                 |

На номерних знаках усіх цих транспортних засобів вгорі є напис BOLIVIA.
Деякі поліцейські та пожежні автомобілі мають формат PNX 123 та напис POLICÍA NACIONAL внизу (X позначає відділ, наприклад: PNL 456 відповідає патрульному автомобілю).
Збройні сили мають два формати:
- Перший відповідає бойовим машинам, танкам та бронетехніці: EB 1234-56, FAB 1234-56 та ARB 1234-56, написані білим кольором на корпусі.
- Другий формат відповідає службовим та комунальним транспортним засобам: EBJ 123 (сухопутні війська) та FAX 123 (X відповідно до відомства — повітряним силам), обидва з написом BOLIVIA внизу ліворуч. Транспортні засоби ВМС Болівії використовують формат PTA.